# Fairmount (Georgia)
Fairmount is een plaats (city) in de Amerikaanse staat Georgia, en valt bestuurlijk gezien onder Gordon County.

## Demografie
Bij de volkstelling in 2000 werd het aantal inwoners vastgesteld op 745.
In 2006 is het aantal inwoners door het United States Census Bureau geschat op 814, een stijging van 69 (9,3%).

## Geografie
Volgens het United States Census Bureau beslaat de plaats een oppervlakte van
3,1 km², geheel bestaande uit land. Fairmount ligt op ongeveer 285 m boven zeeniveau.

## Plaatsen in de nabije omgeving
De onderstaande figuur toont nabijgelegen plaatsen in een straal van 24 km rond Fairmount.